# Edgar Mitchell
Edgar Dean Mitchell (født 17. september 1930 i Texas - 4. februar 2016) var en af tre NASA astronauter der fløj med Apollo 14 til Månen i 1971.
Mitchell har senest gjort sig bemærket i et radio interview 25. juli 2008, ved at påstå at rumvæsener besøger Jorden jævnligt, men dette hemmeligholdes af NASA og CIA. NASA har dementeret overhovedet at have oplysninger af den art.
Mitchells nylige radio interview har skabt en del presse omtale, selvom det ikke er en ny tanke hos Mitchell, han holder jævnligt foredrag om emnet.